# Chantre
Chantre, na hierarquia católica, é um título eclesiástico, que designa uma dignidade dentro de alguns cabidos e colegiadas. Antigamente, correspondia ao papel de mestre do coro ou cantor de salmos e responsórios nos templos principais, especialmente em catedrais. Esta posição também existia dentro de alguns mosteiros.
O termo 'chantre' vem do  francês chantre, que significa 'mestre do coro ou aquele que preside o canto em uma igreja'.